# Нора (ураган, 2021)
Ураган «Нора» (англ. Hurricane Nora) — большой тропический циклон, который обрушился на южную часть Мексики, а затем затронул Нижнюю Калифорнию. Четырнадцатый названный шторм и пятый ураган сезона ураганов в Тихом океане 2021 года.

## Метеорологическая история

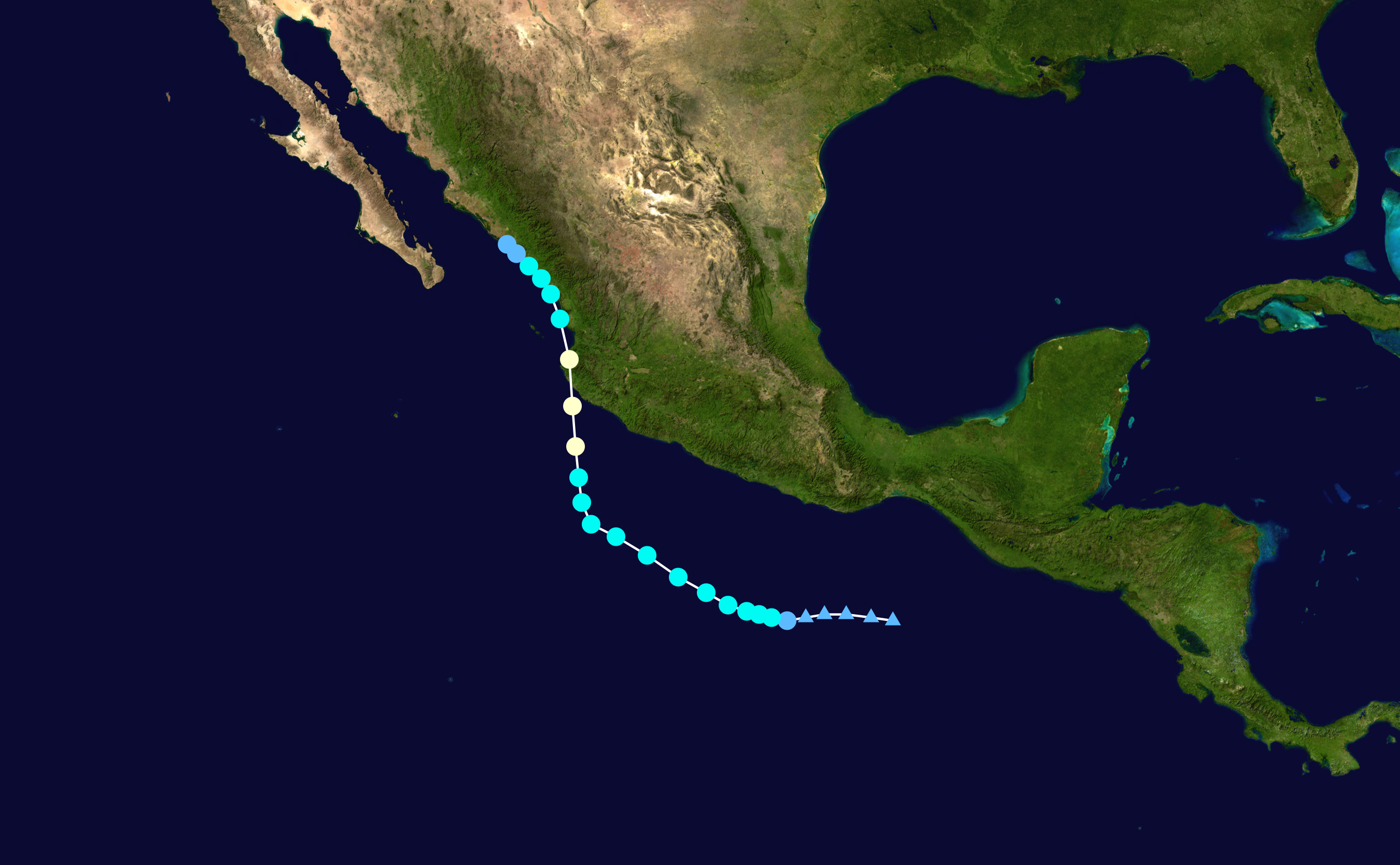
Траектория движения и интенсивности Урагана Нора

К 15:00 по всемирному координированному времени 19 августа Национальный центр ураганов (NHC) впервые указал на возможное развитие области низкого давления к югу от побережья Мексики, что даёт 20 % вероятность её образования в следующие пять дней. Агентство дополнительно повысило вероятность возникновения интенсификации системы до «средней» на следующий день, прежде чем эти прогнозы окончательно оправдались. 22 августа, когда в указанном районе сформировалась область с нарушенной погодой, хотя грозы были дезорганизованы. Данные скаттерометра от 25 августа показали, что из-за этой особенности образовалась чётко определённая, но небольшая область циркуляции, при этом NHC определил все ещё развивающееся возмущение как тропическую депрессию в 21:00 UTC. 25 августа Четырнадцать-Е управлялась периферией южного хребта среднего уровня над южно-центральной частью Соединённых Штатов на запад, при этом находясь в среде, благоприятной для интенсификации, которой препятствовал сдвиг северо-восточного ветра. Той ночью депрессия стала дезорганизованной, и её конвекция была расположена на северо-западе из-за сдвига, о чем свидетельствуют спутниковые и микроволновые изображения.
Рано на следующий день конвекция депрессии увеличилась около её центральных полос, прежде чем NHC дополнительно модернизировал систему до тропического шторма в 15:00 по всемирному координированному времени в тот день, получив имя Нора, согласно оценкам данным от Специальный датчик микроволнового тепловизора / эхолота (SSMIS). В то время система также немного повернула на запад-северо-запад. 28 августа, в 11:00 по всемирному координированному времени, Нора усилилась, превратившись в ураган 1-й категории, поскольку внутренняя структура его ядра стала ещё более выраженной с образованием нижней стены для глаз.

## Подготовка
30 августа Национальный центр ураганов объявил предупреждение об урагане от Сан-Блас, Наярит, до Альтаты, Синалоа. В Альтате для Тополобампо были выпущены предупреждение о тропическом шторме, также предупреждение было объявлено о тропическом шторме в Кабо-Сан-Лукас и Ла-Пас, Южная Нижняя Калифорния.
Servicio Meteorológico Nacional призвал чрезвычайной осторожности в штатах Колима, Мичоакан, Герреро, Оахака и Халиско. Местным жителям рекомендовалось покинуть свои дома с низменных участков, на которые могут повлиять высокие волны, и перемещаться в безопасные зоны, определённые властями.

## Последствия
Сильные дожди прошли на западном побережье Мексики, 300 мм (12 дюймов) были зарегистрированы в прибрежных регионах в Герреро, Колима, Мичоакан, Халиско, Наярит и Синалоа. Пиковое количество осадков 523 мм (20,6 дюйма) произошло в Мельчор-Окампо, Мичоакан. Всего 444,8 мм (17,51 дюйма) дождя зарегистрировано в Хосе Мария Морелос-и-Павон, Мичоакан, и 421,2 мм (16,58 дюйма) было зарегистрировано в Observatorio de Mazatlán, Синалоа. В результате урагана пострадали 44 муниципалитета, и около 355 000 человек остались без электричества. 30 рек Мексики вышли из берегов из-за наводнения. Всего погибли три человека, а ущерб оценивается в 193 миллиона долларов США.
В Чьяпасе тело военнослужащего мексиканских ВВС было позже найдено после того, как его унесло сильным течением. Серьёзные разрушения произошли в Халиско. В Пуэрто-Валларте мост обрушился в реку Куале, и здания у реки были повреждены. Из-за разлива рек, падающих деревьев, обрушившихся линий электропередач и оползней была закрыта автомагистраль Гвадалахара — Колима и государственная автомагистраль Эль-Грулло-Сьюдад-Гусман. Во время оползня один человек упал в овраг глубиной 120 м (390 футов) и пострадали ещё двое. Строитель также погиб в результате оползня на дороге, соединяющей Сьюдад-Гусман и Сан-Габриэль. Река Арройо-эль-Педрегаль вышла из берегов в Малаке, муниципалитет Чихуатлан, в результате чего было повреждено не менее 500 домов. Два человека пропали без вести в муниципалитете. Баия-де-Бандерас была эвакуирована, поскольку уровень реки Амека продолжал повышаться, и в Сан-Висенте было создано временное убежище. Сообщалось о перебоях в подаче электроэнергии в бывшем городе в результате обрушения линий электропередач и столбов. В результате обрушения отеля погиб ребёнок, а ещё один человек пропал без вести. В Сьюдад-Гусмане наводнение из реки Лос-Вулканес затопило некоторые городские районы. Правительство Мичоакана объявило чрезвычайное положение для муниципалитетов Артеага, Ласаро Карденас, Tumbiscatio, Aquila и Coahuayana после урагана Нора. Дорога, ведущая в Уруапан, также обрушилась и была закрыта властями. Оползни также повредили шоссе между Уруапаном и Ломбарди. Сели сделали дорогу в город Морелию непроходимой. В порту Ласаро Карденас река Акальпикан вышла из берегов, вызвав наводнение 29 августа. Поступали также сообщения о других наводнениях, оползнях и падающих деревьях в Мичоакане. В муниципальном районе Артеага разлилась река Тоскано, в результате чего поток утащил несколько автомобилей. Были повреждены несколько домов и предприятий.